# Instituto Balseiro

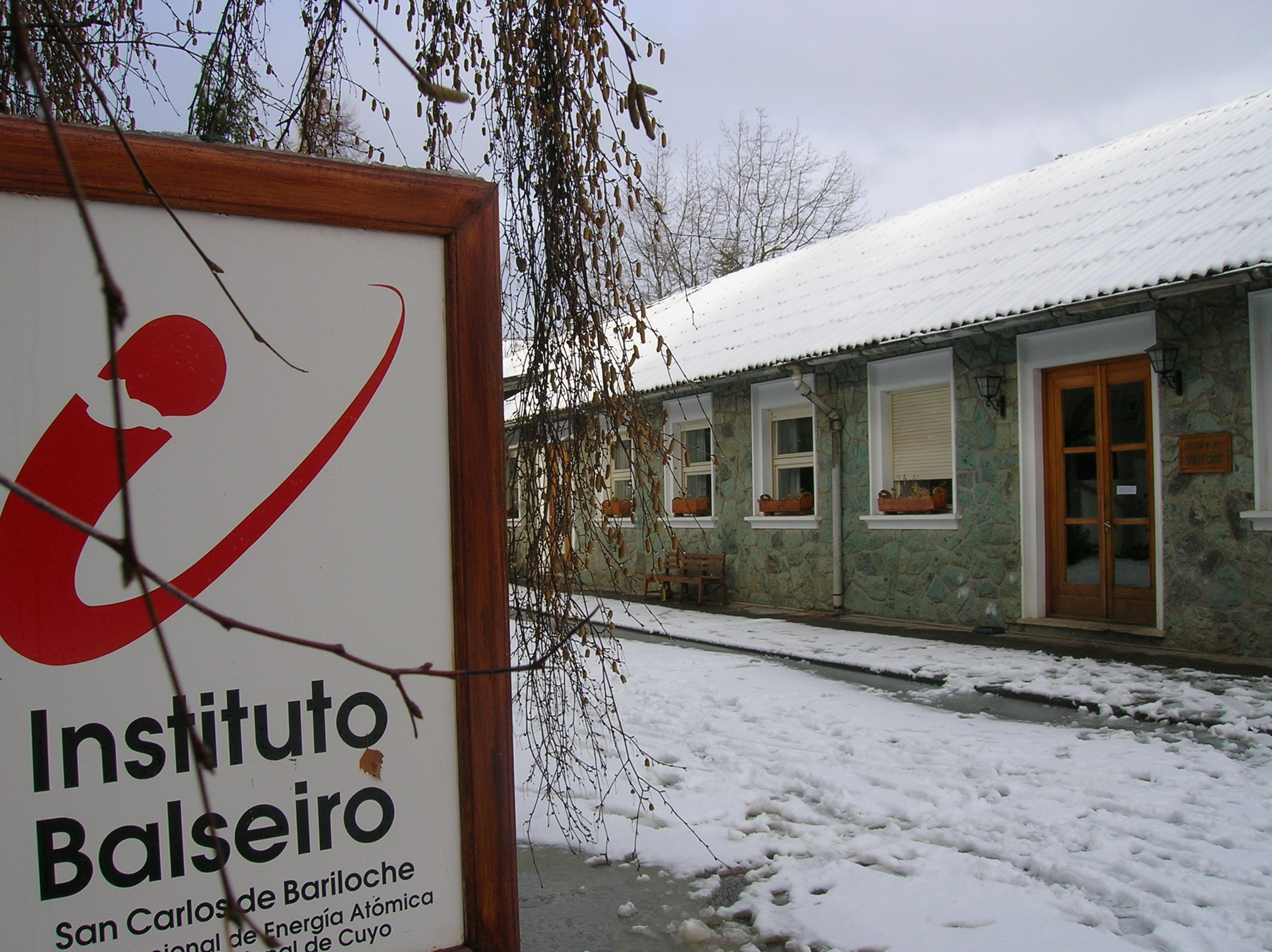
Instituto Balseiro.

El Instituto Balseiro es un organismo universitario argentino de alto nivel especializado en física, matemáticas e ingenierías. Fue fundado en 1955 por el gobierno nacional, con el propósito de desarrollar al país en materia nuclear y espacial mediante una formación científica de vanguardia. Está ubicado en el campus del Centro Atómico de la ciudad de Bariloche y es una extensión facultativa de la Universidad Nacional de Cuyo en dependencia de la Comisión Nacional de Energía Atómica.
El Instituto Balseiro aplica un ingreso selectivo a sus postulantes y otorga subvención completa exclusiva al estudio con internado.
Por sus aportes, trayectoria, proyección y calificada formación científica, es una institución de gran prestigio en Argentina, Latinoamérica y el mundo.Es el único organismo latinoamericano de capacitación en ciencias y aplicaciones de tecnologías nucleares dentro de la órbita del Organismo Internacional de Energía Atómica, además de ser una de las unidades académicas que conforman la World Nuclear University. Ha recibido el reconocimiento de la Fundación Konex en 1988 con una Mención Especial, y dos veces consecutivas el Konex de Platino como la institución educativa más importante del país en la última década, en 2008 y 2018.

## Historia
El 22 de abril de 1955, el presidente Juan Domingo Perón  firmó el convenio que lo creó como Instituto de Física de Bariloche. El Centro Atómico Bariloche encomendaba a sus investigadores las actividades docentes, proporcionaba alojamiento a los estudiantes y brindaba el uso de sus instalaciones y laboratorios, mientras la Universidad Nacional de Cuyo pagaba los sueldos docentes y emitía los títulos académicos. Su primer director fue el doctor en física José Antonio Balseiro, con cuyo nombre fue rebautizado después de su muerte en 1962.
Las actividades académicas comenzaron el 1 de agosto de 1955 con 15 estudiantes y 8 docentes.  La composición de las cátedras fue la siguiente: Electromagnetismo (José Antonio Balseiro), Mecánica (Luis Moretti), Matemática (Manuel Balanzat), Física experimental (Wolfgang Meckbach) y Química (Mario Foglio). Los asistentes eran: Alberto P. Maiztegui, Tomas Buch, J. Tamagno, y S. Mariano.
Los primeros Licenciados en Física egresaron el 20 de mayo de 1958, y seis días después se aprobó la primera tesis doctoral.
El 16 de abril de 1962 se le da el nombre de Dr. José A. Balseiro al Instituto de Física de Bariloche por medio de la Resolución N.º 167/62.
El 5 de abril de 1977 se firma un convenio UNC-CNEA impulsado por el Dr. Máximo J. Abbate, dando origen a la carrera de Ingeniería Nuclear. En agosto de ese año ingresan los primeros estudiantes de la nueva carrera. El 19 de junio de 1981 egresan los primeros Ingenieros Nucleares y en 1986 se rinde la primera Tesis Doctoral en Ingeniería Nuclear
En el siglo XXI el Instituto Balseiro crea nuevas carreras: Ingeniería mecánica (2002), Maestría en Ciencias físicas (2002), Maestría en Física médica (2003) y la Ingeniería en telecomunicaciones (2012).

## Actividad Académica
El Instituto ofrece 4 títulos de grado, 3 especializaciones, 3maestrías y 4 doctorados.
Carreras de grado:
- Licenciatura en Física[22]
- Ingeniería Nuclear[23]
- Ingeniería Mecánica[24]
- Ingeniería en Telecomunicaciones[25]

Especializaciones y Diplomaturas:
- Especialización en Aplicaciones Tecnológicas de la Energía Nuclear
- Diplomatura de Posgrado en Física Médica Clínica en Radioterapia
- Diplomatura de Posgrado en Física Médica en Medicina Nuclear y Radiodiagnóstico

Maestrías:
- Maestría en Ciencias Físicas
- Maestría en Física Médica
- Maestría en Ingeniería

Doctorados:
- Doctorado en Física
- Doctorado en Ciencias de la Ingeniería
- Doctorado en Ingeniería Nuclear
- Doctorado en Investigaciones Interdisciplinarias Vinculadas a la Salud

## Biblioteca especializada

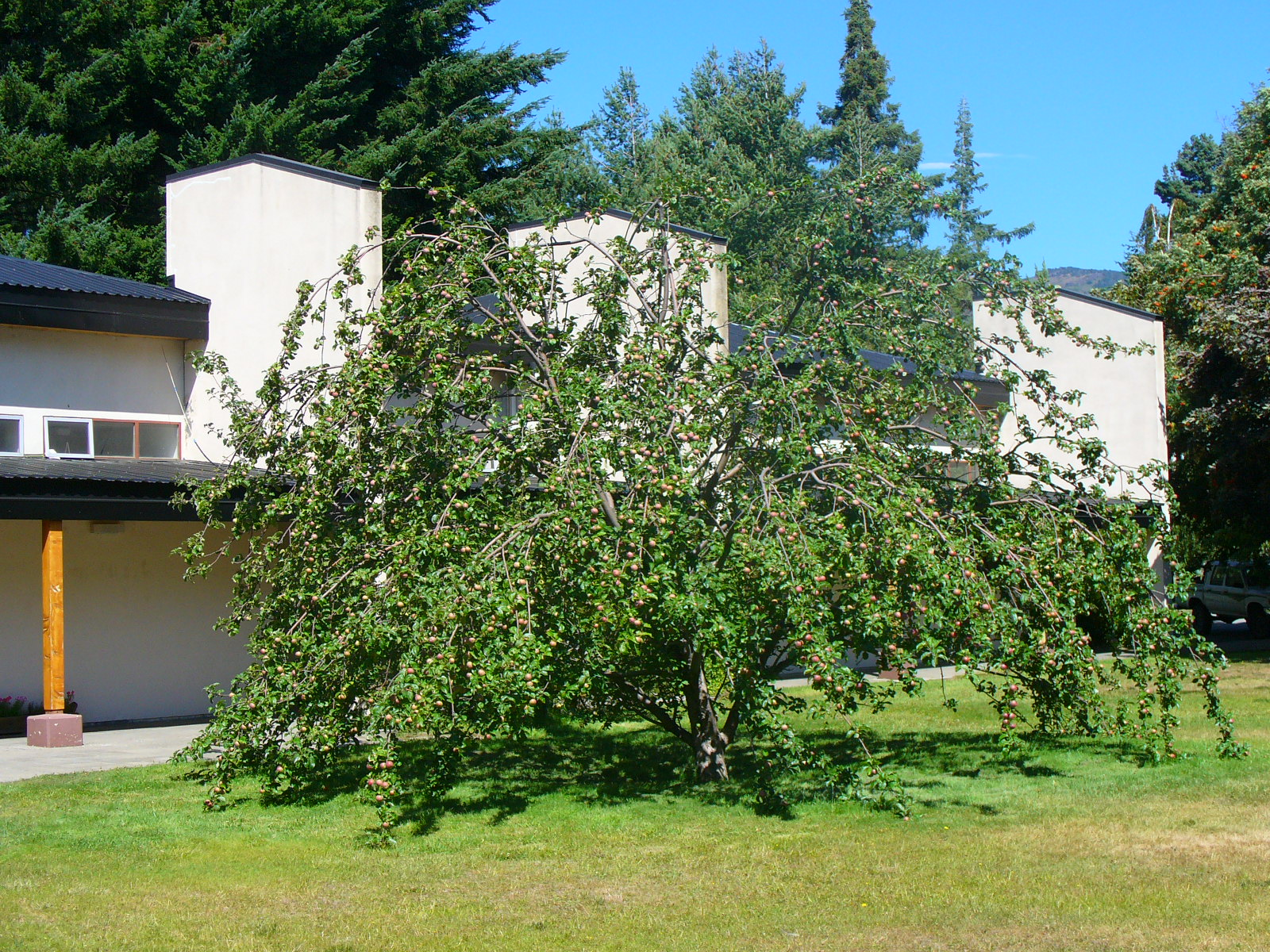
Retoño del manzano de Newton, ubicado en los jardines de la antigua biblioteca del Instituto.

Las nuevas instalaciones de la Biblioteca Leo Falicov fueron inauguradas en 2014. En sus modernas instalaciones alberga 22.000 libros que constituyen el acervo actual del Centro Atómico Bariloche y del Instituto Balseiro. Asimismo, se encuentran allí las colecciones de revistas científicas (unos 850 títulos en papel y 11.000 con acceso electrónico). La biblioteca cuenta con salas de lectura y servicio de búsqueda.

## Centro Atómico Bariloche
La formación del Instituto Balseiro está ligada a la existencia del Centro Atómico Bariloche (CAB), que fue creado luego de la disolución del Proyecto Huemul.
El cuerpo docente del Instituto está formado por investigadores del Centro Atómico y comparte con este sus instalaciones, incluyendo el reactor de investigación RA-6, donde los estudiantes realizan actividades de investigación y formación.

## La vida del estudiante en el Instituto
La vida del estudiante es similar a la de otros centros universitarios. Los estudiantes pueden alojarse en habitaciones en las residencias del IB, o utilizar la beca para alquilar una vivienda y junto con otros compañeros/as vivir en Bariloche. Los barilochenses, pueden hacer esto o vivir en su residencia anterior. Las clases, que pueden ser teóricas o experimentales, son todas las mañanas (de lunes a viernes) y tres tardes enteras.

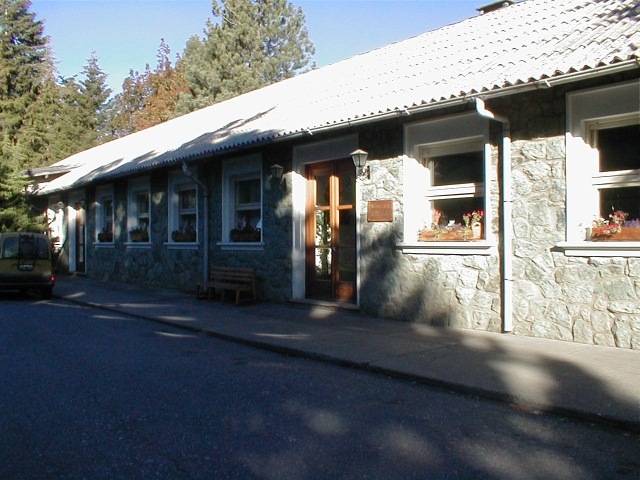
Un pabellón de aulas del Instituto Balseiro.

La forma de trabajo en investigación y desarrollo, como la experiencia que viven los estudiantes en sus carreras de grado y posgrado, es similar a la de otros reconocidos centros educativos del mundo. Las dos condiciones, dedicación a tiempo completo y la existencia de un campus que junta, en un mismo entorno, a los estudiantes con los científicos y tecnólogos, y sus laboratorios de investigación y desarrollo, ciertamente son características distintivas del IB.
Una de las peculiaridades del Instituto Balseiro es que todos sus estudiantes de grado y gran parte de sus estudiantes de posgrado reciben una beca que les permite trasladarse y residir en Bariloche. Debido a esto, las condiciones de regularidad del Instituto Balseiro son mayores que el promedio de las unidades académicas en la Argentina, siendo un requisito aprobar al final de cada semestre todas las asignaturas cursadas y mantener un buen promedio de calificaciones.

## Egresados destacados del Instituto Balseiro
La calidad académica de la formación otorgada en IB, le ha permitido tener egresados reconocidos y destacados a nivel global. Un ejemplo paradigmático es Juan Martín Maldacena, físico teórico argentino considerado entre los mejores del mundo en la actualidad por sus aportaciones en el campo de la mecánica cuántica, en específico, a la teoría de supercuerdas.

## Galería de imágenes

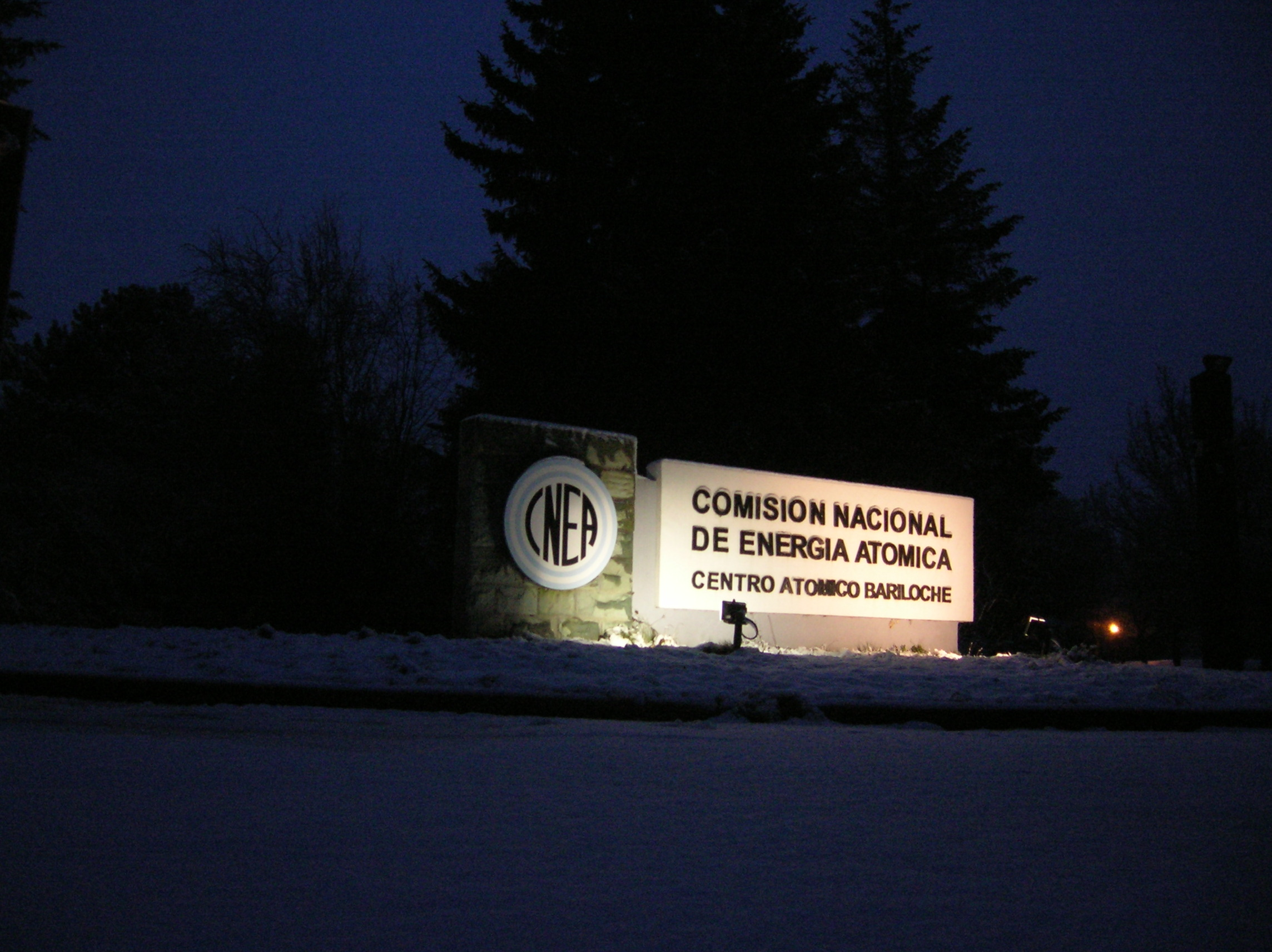
Entrada al Centro Atómico Bariloche.
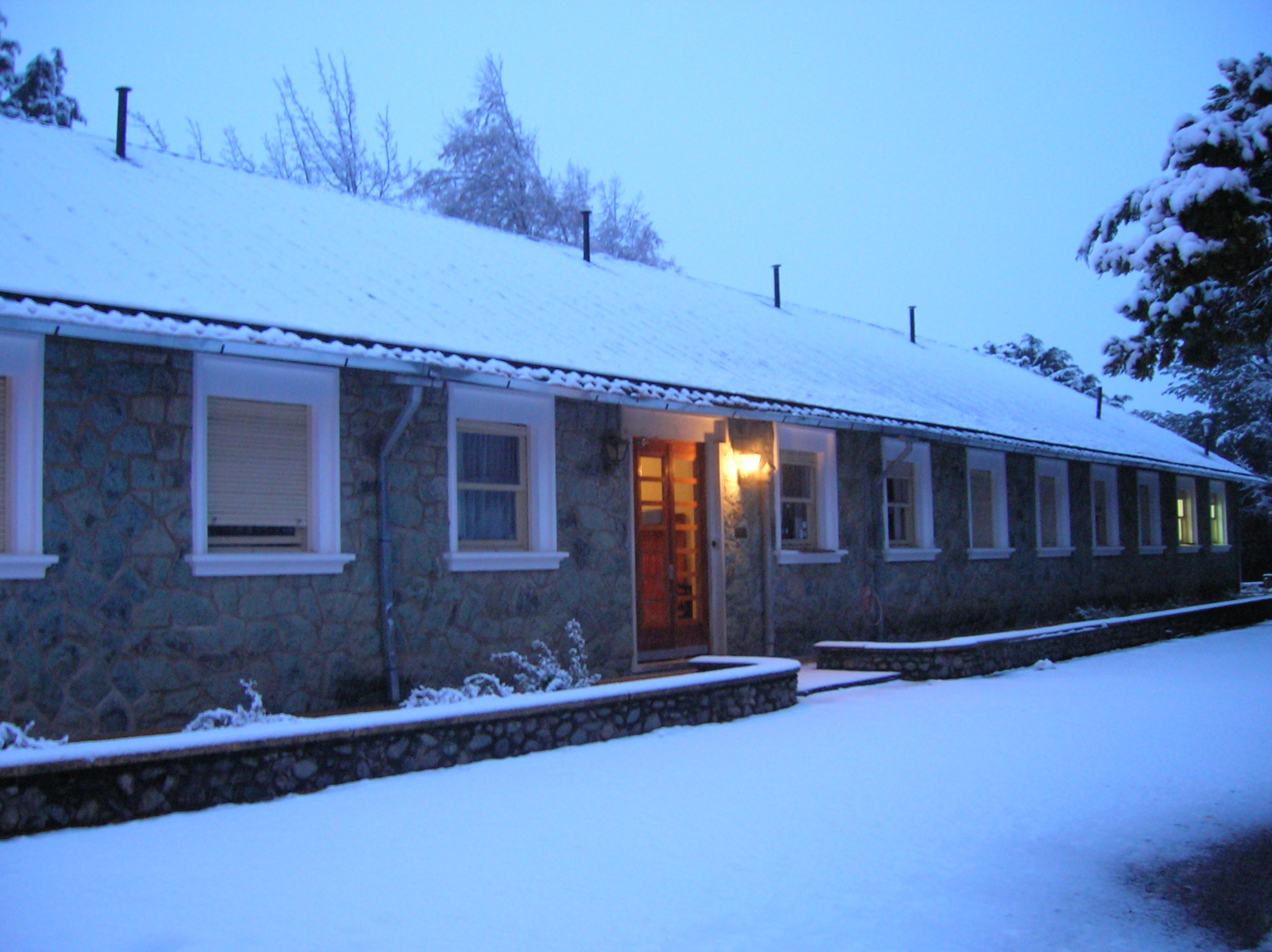
Una de las residencias de estudiantes, en invierno.
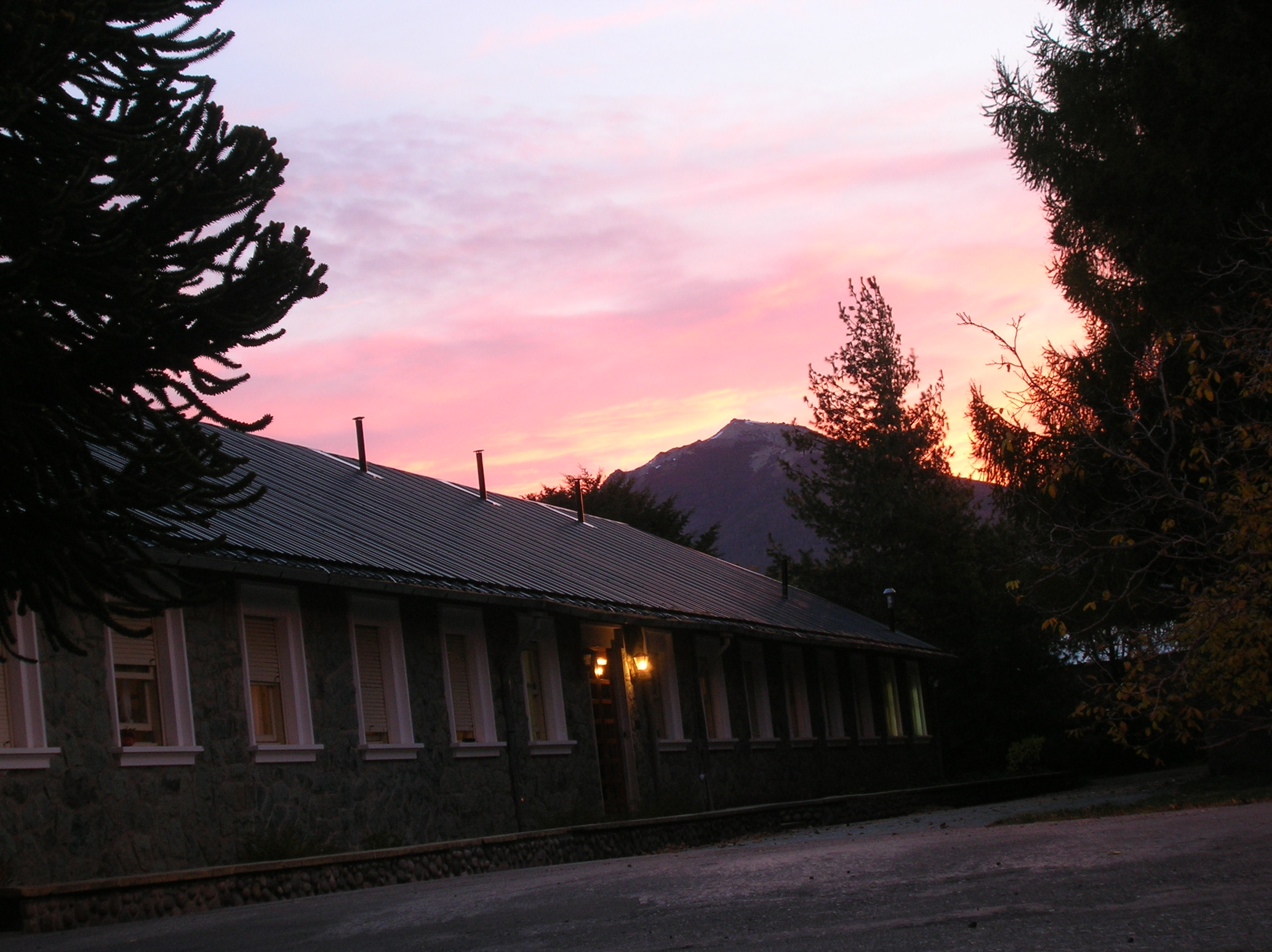
La misma residencia estudiantil, en verano.